# Anomis sabulifera
Anomis sabulifera là một loài bướm đêm thuộc họ Erebidae.
Có nhiều lứa trong năm. Ấu trùng ăn chủ yếu là các loài Malvaceae và Tiliaceae.